# 해브 어 나이스 데이 (영화)
"해브 어 나이스 데이"(大世界, 과거 제목: 好极了, 영어: Have a Nice Day)는 중국에서 제작된 리우 지앤 감독의 2020년 애니메이션, 범죄, 스릴러 영화이다. 2017년 2월 제67회 베를린 국제 영화제의 황금곰상 부문에서 초연되었다. 데뷔작 나를 찔러 봐(Piercing I)에 이어 리우 지앤 감독의 두 번째 장편 영화이다. 이 영화는 리우 감독이 스스로 대부분 제작한 것으로, 3년에 걸쳐 완성되었다.

## 캐스팅
- 주창롱 - 샤오장 운전사 역
- 차오카이 - 라오자오 역
- 리우지앤 - 팡위안쥔 역
- 양스밍 - 리우 삼촌 역
- 시하이타오 - 아더 역
- 마샤오펑 - 셔우피 역
- 쉐펑 - 라오산 역
- 정이 - 얼지에 역
- 차오커우 - 황옌 역
- 주홍 - 구아난 역